# Église Saint-Léger de Fresne-Saint-Mamès
Pour les articles homonymes, voir Église Saint-Léger et Saint-Léger.
L'église Saint-Léger est une église catholique située à Fresne-Saint-Mamès, en France.

## Localisation
L'église est située sur la commune de Fresne-Saint-Mamès, dans le département français de la Haute-Saône.

## Historique
L'église était paroissiale en 1275. Les parties les plus anciennes de l'édifice paraissent dater du 13e ou XIVe siècle, s'inspirant peut-être de l'architecture cistercienne avec un chevet plat, percé d'un triplet. C'était un bâtiment orienté, formé d'une nef unique entre deux chapelles formant transept. En 1729, une sacristie a été construite, prolongeant le chœur. La nef a été reconstruite en 1868 d'après les plans de l'architecte Christophe Colard, après surélévation du clocher en 1858.
L'édifice est inscrit au titre des monuments historiques en 2006.

## Description
La façade principale, néoclassique, s'ouvre par un portail en arc brisé souligné d'une archivolte à retour sous une rosace à remplage de pierre.